# Stratigraphie (Kunstgeschichte)
Die Stratigraphie (auch Stratigrafie) in Kunstgeschichte und Bauforschung bildet die Grundlage der Restaurierung und ist eine Methode zur relativen Datierung von farblich gefassten Kunstgegenständen. 

## Methode
Bei der Untersuchung von farblichen Fassungen von Kunstwerken ist die Malschichtenfolge ein zentraler Aspekt der Datierung. Das umfasst Genres vom Ölgemälde und andere pastosen Techniken der Malerei, über die Farbgestaltung von Werken der Bildhauerei, Fresken und andere Wandmalerei bis zur architekturgeschichtlichen Analyse von Gebäuden.
Neben der reinen Datierung ist Hauptzweck der Stratigraphie, eine bestimmte Fassung zu ermitteln, auf die das Werk zurückgeführt werden kann. Dabei wird jede Freilegung als destruktive Maßnahme in der Restaurierung äußerst kritisch beurteilt: Die darüberliegenden Schichten sind nach der Freilegung für immer verloren, und obwohl sie vielleicht kunsthistorisch wertlos oder von minderem Rang sind, so gehören sie doch zur Geschichte des Objekts: Die „Rücksetzung“ auf eine „Originalfassung“ ist strenggenommen nicht nur ein Akt der Interpretation, sondern geradezu einer Fälschung der Objekthistorie. Daher wird eine ausführliche Straten- und Fassungsdokumentation als Mindestforderung moderner Denkmalpflege gesehen.
Grundlegende Erstmaßnahme der restauratorischen Stratigraphie ist die Schichtentreppe, bei der auf dem Objekt an unauffälliger Stelle auf kleinen Feldern (Fingernagel- bis Briefmarkengröße) in die Tiefe geschnitten wird, und zwar über die Originalfassung hinaus, um Erkenntnisse über allfällige Unterzeichnungen und die Technik des Malgrundes zu gewinnen. Die obersten Straten, umgangssprachlich der „Altersschmutz“, werden als Patina zusammengefasst, Sekundärmalereien minderen Ranges als Übermalung. Weitere Schichten von großem Wert, Zweitfassung genannt, stellen den Restaurator aber vor ein Dilemma. In diesem Falle entscheidet sich die moderne Restaurierung immer für die weniger invasive Technik.
Zur absoluten Datierung verwendet man Röntgenanalysen des Schichtenaufbaus, Röntgenfluoreszenzanalyse, sowie chemische und massenspektrometrische Analyse der Malmittel, um etwa über die verwendeten Pigmente Aussagen über das Alter treffen zu können. In neueren Zeit können Holzkunstwerken u. U. auch mit Hilfe der Dendrochronologie datiert werden.
Bei der Freilegung selbst erfasst die Restaurierung heute nicht nur die eigentlich wertvolle Malerei, sondern bezieht auch die originale Nullfläche der Schicht mit ein, die den ursprünglichen konzeptionellen Hintergrund einer Malerei gebildet hat. Dabei laufen dann allfällige Fehlstellen in die Umgebung und dokumentieren so auch das Schadensbild, aus dem sich der heutige Erhaltungszustand erklären lässt.

## Forschungsgeschichte
- Renaissance: In der Tradition Vitruvs und Plinius des Älteren wird das Paradigma der reinweißen Marmorstatue formuliert. Zahlreiche historische Funde werden blankgeschruppt. Erst nach 1815 wird die Polychromie der Antike erkannt (Jean-Auguste-Dominique Ingres, Jakob Ignaz Hittorff, Gottfried Semper)
- 1830er: Eugène Viollet-le-Duc, der „Vater der Restaurierung“ propagiert die Herstellung des vollkommenen Originalzustandes: Folge ist etwa die romantisierende Steinsichtigkeit mittelalterlicher Bauten, die erst im späten 20. Jh. als Irrtum erkannt wird
- 1840er: John Ruskin formuliert als Erwiderung die Konservierung des Erhaltungszustandes als Ziel – Auswüchse dieser Gegenbewegung sind etwa exzessive Wachselungen von Fresken, und ein ebenso romantisierendes Paradigma des „Tenebrismus“, der abdunkelnden Patina
- 1964: Die Charta von Venedig formuliert den ganzen Reichtum der Authentizität als moralische Verpflichtung der Denkmalpflege: Seither ist Respekt vor der Objektgeschichte als Kulturerbe vorrangiges Ziel, und das Paradigma des „Erstrahlen in neuem Glanze“ abgelehnt; die Stratigraphie gewinnt ihre dokumentatorische Komponente
- 1980–1994: Restaurierung der Sixtina im Lateran – medienwirksam werden die Fresken Michelangelos ihrer Patina entledigt und auf die originale Farbigkeit zurückgesetzt, und nach langen Diskussionen in ausdrücklicher Relativierung der Charta von Venedig die Sekundärschicht des Hosenmalers Daniele da Volterra nur vereinzelt entfernt